# أندريه ري
أندريه ري (بالفرنسية: André Rey)‏ (22 يناير 1948 ستراسبورغ فرنسا - ) هو لاعب كرة قدم فرنسي، يلعب كحارس مرمى، لعب 311 مباراة وسجل هدف.

## مسيرته

### مسيرته مع المنتخبات الوطنية
- 1977 - 1979 لعب مع منتخب فرنسا لكرة القدم 10 مباريات.

### مسيرته مع الأندية
- 1971 - 1972 لعب مع نادي ميلوز 31 مباراة.
- 1974 - 1980 لعب مع نادي ميتز 198 مباراة سجل خلالها هدف.
- 1980 - 1982 لعب مع نادي نيس 59 مباراة.
- 1983 - 1984 لعب مع نادي لو روتش 13 مباراة.

## روابط خارجية
- أندريه ري على موقع قاعدة بيانات كرة القدم.إي يو (الإنجليزية)
- أندريه ري على موقع ناشيونال فوتبول تيمز (الإنجليزية)